# Adeimantos
Adeimantos z Koryntu (gr Αδείμαντος) – syn Ocytusa, pochodzący z Koryntu jeden z dowódców floty greckiej podczas inwazji perskich wojsk pod wodzą Kserksesa I na państwa greckie. 

## Życiorys
Podczas narady dowódców floty greckiej przed bitwą pod Salaminą (480 p.n.e.) stał w silnej opozycji wobec Temistoklesa. Herodot przytacza następujący dialog:
Ty, który nie możesz już dłużej bronić kraju nie jesteś upoważniony do mówienia: Ateńczycy ciągle władają krajem, nasze statki są naszym krajem i naszymi miastami. Temistoklesie, ci którzy staną do Igrzysk przed ich turą zostaną pokonani. – Być może – odparł Temistokles – ale, ci którzy wcale nie podejmą walki, nigdy nie odniosą zwycięstwa. Uderz, ale posłuchaj mnie!
Zgodnie z przekazami Ateńczyków rozpoczął odwrót na samym początku bitwy, jakkolwiek zaprzeczają tej wersji Koryntianie i inni Grecy. 
Jego syn, Aristeus, dowodził wojskami korynckimi w bitwie pod Potidają w 432 p.n.e., która zakończyła zwycięstwem ateńczyków nad oddziałami Koryntu i Potidaji (kolonii Koryntu).